# Catering

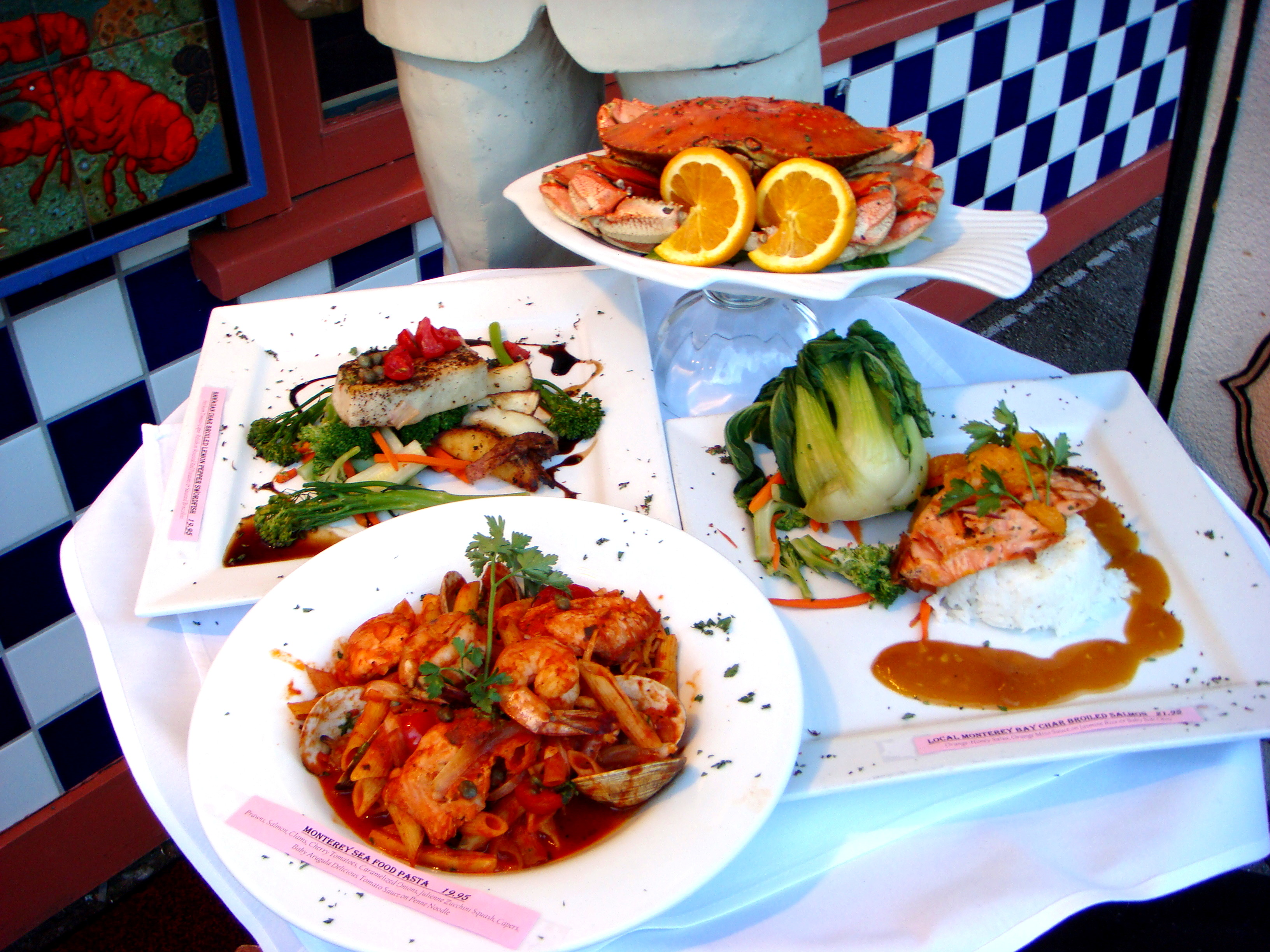
Catering – obsługa gastronomiczna imprez

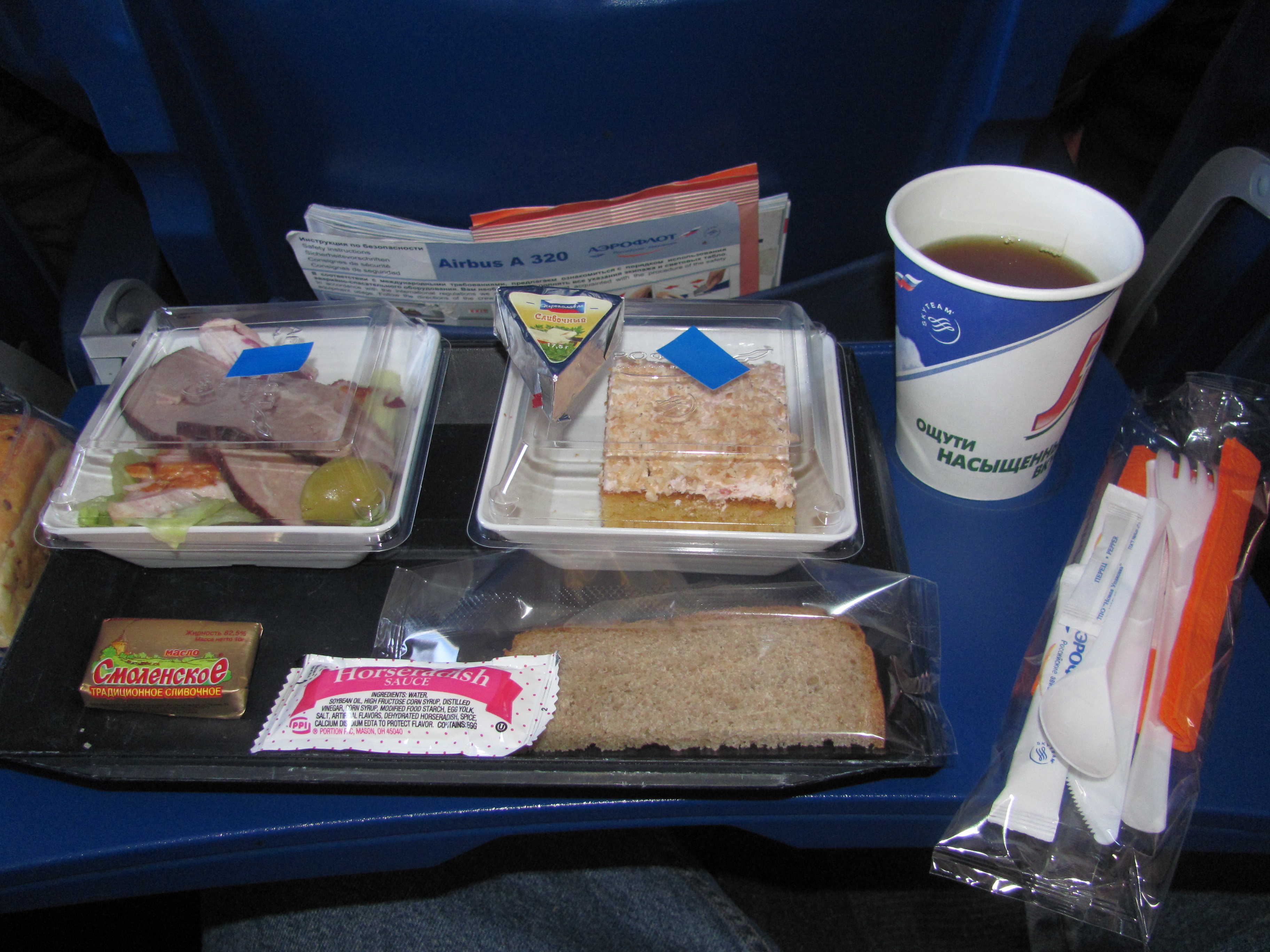
Catering na pokładzie samolotu Aerofłotu

Catering, katering – usługa polegająca na przygotowywaniu i dostarczaniu na zamówienie gotowych potraw lub na organizacji przyjęć np. (wesel, jubileuszy), imprez, bankietów i konferencji, wydarzeń kulturalnych, wydarzeń firmowych jak i również codzienne zapewnianie posiłków w szkołach, miejscach pracy etc. przygotowywanych poza obiektem klienta. Pierwotnie termin związany z naziemną obsługą lotnisk i odnoszący się do przygotowywania i serwowania posiłków dla pasażerów i załogi samolotów na czas lotu. Nową formą cateringu jest catering dietetyczny.
Rozróżnia się dwa kierunki działalności cateringowej:
- socjalny
- komercyjny

Istnieją również dwie metody podawania posiłków:
- Catering linii zimnej
- Catering linii gorącej